# 早川亮
早川 亮（はやかわ りょう、1971年2月6日 - ）は、日本の元俳優。

## 主な出演作品

### テレビドラマ
- 熱帯夜アカデミー 月曜日「THE TSURULIGHT ZONE」（1988年、テレビ朝日）
- 明日に向かって走れ!（1989年 - 1990年、フジテレビ） - 小川 役
- 学校へ行こう!（1991年、フジテレビ） - 生徒 役
- 大河ドラマ「信長 KING OF ZIPANGU」（1992年、NHK） - 松平信康 役
- カネボウヒューマンスペシャル「終の夏かは」（1992年2月18日、日本テレビ）
- 社長になった若大将（1992年、TBS） - 田沼勇介 役
- 二十歳の約束（1992年、フジテレビ） - 宍戸久志 役
- 月曜ドラマスペシャル「精神外科医2」（1993年9月13日、TBS）
- 火曜サスペンス劇場「小京都ミステリー10 安芸奥の細道殺人事件」（1993年12月7日、日本テレビ） - 永井 役
- ドラマ新銀河「ゆっくりおダイエット」（1994年、NHK） - 中山智史 役

### 映画
- 曖・昧・Me（1990年、東宝） - 高橋浩 役